# سفره‌ماهیان خارپشت
سفره‌ماهیان خارپشت (نام علمی: Platyrhinidae) نام یک تیره از زیررده نرم‌آبشش‌داران است.